# تپه چلیک تپه
تپه چلیک تپه مربوط به هزاره اول قبل از میلاد است و در شهرستان همدان، بخش شراء، دهستان شوردشت، روستای فیروزآباد واقع شده و این اثر در تاریخ ۱۸ اسفند ۱۳۸۷ با شمارهٔ ثبت ۲۵۱۵۳ به‌عنوان یکی از آثار ملی ایران به ثبت رسیده است.